# Свято-Троицкий монастырь (Смоленск)
Свято-Троицкий монастырь — женский православный действующий монастырь в городе Смоленске. Расположен по адресу: Большая Советская, д. 9

## История
В 1669 году был переосвящён из униатского монастыря базилиан. До 1703 года в монастыре жили смоленские архиереи. Первоначально постройки были деревянными.
Каменный Троицкий собор воздвигнут между 1672—1675 годами по инициативе смоленского митрополита Варсонофия Еропкина на средства из казны, предположительно, московским зодчим Иваном Калининым. В те же годы к северу от собора построен деревянный дом для настоятеля (разрушен в 1943 году, хотя под асфальтом сохраняется обширный Г-образный подвал). В 1697 году собор пострадал от урагана, а в 1727 году перестроен под руководством епископа Гедеона: возведён второй этаж, с севера к алтарю пристроена ризница. В 40-е годы XVIII века с юга к собору пристроена каменная усыпальница над захоронениями смоленских митрополитов. В те же годы выстроена и колокольня.
В 60-х гг. XVIII века построена Аннозачатьевская церковь, которая с 1767 года стала больничной. В конце XVIII века построена ограда.
В конце XIX века перестроены ограда и верхняя паперть Троицкого собора.

## Современный облик монастыря

### Троицкий собор
Бесстолпный, одноглавый. Центральный объём храма — высокий четверик с пятигранной апсидой. С запада к нему примыкает немного пониженная трапезная с Г-образными крыльцами, которые ведут на второй этаж. Храм и все его пристройки двухэтажные. Второй этаж четверика — двухсветный.
Широкий фриз переходит в полукруглые фронтоны. Помещения перекрыты сомкнутыми сводами.
Старинные интерьеры утрачены.
Здание реставрировано в 1979—1980 годах по проекту А. Силанова.